# Арабско море
Арабско море (на арабски: بحر العرب; на персийски: دریای عرب; на урду: بحیرہ عرب; на хинди: अरब सागर; на сомалийски: Bada Carbeed; на английски: Arabian Sea) е периферно море на Индийския океан, разположено между полуостров Индостан на изток и Арабския полуостров на северозапад, бреговете на Южна Азия на север и бреговете на Африка на запад.

## Географска характеристика

### Граници, големина
Според Международната хидрографска организация южната граница на морето преминава по линията от нос Кумари (най-южната точка на полуостров Индостан) през най-южния атол на Малдивските острови и от там до нос Гвардафуй (най-източната точка на Африка), като на запад към територията му не се включва големият Аденски залив, на северозапад – заливите Омански и Персийски, а на изток между Лакадивските острови и бреговете на полуостров Индостан е обособено Лакадивско море. В повечето енциклопедии и географски справочници тези обособени части се приобщават към територията на Арабско море и заедно с тях площта му е 3683 хил. km2. На запад чрез протока Баб ел Мандеб се свързва с Червено море.

### Географски показатели
Дължина от запад на изток 2800 km, ширина до 1600 km, обем 10 070 km3, средна дълбочина 2734 m, максимална 5803 m, разположена на около 255 km източно от остров Сокотра. Най-големите вливащи се в него реки са: Тигър и Ефрат (Шат ел Араб) в Персийския залив, Инд, Нармада и Тапти в североизточната му част.

### Брегове, заливи, острови
Бреговете му са предимно високи и скалисти, а на места низинни и делтови, изрязани с малки заливи. На запад се простира големият Аденски залив, на северозапад – заливите Омански и Персийски, съединени чрез Ормузкия проток, а на северизток – заливите Къч и Камбейски. Островите в Арабско море са малко и са предимно малки, като повечето от тях са разположени в близост до бреговете му. Най-големи са Сокотра на запад и Лакадивските острови на изток.

### Релеф на дъното
Релефът на дъното му е почти равнинен, с общ наклон от север на юг. Южната му част е заета от подводната Арабска котловина, в западната част на която се намира максималната дълбочина на Арабско море (5803 m). В западната му част, от югозапад на североизток се простира разломът Оуен, където се издигат подводните хребети Оуен (2213 m) и Мъри (231 m). Дъното му е покрито с биогенна тиня, край бреговете на континента – с теригенни наслаги, а край кораловите острови – с коралов пясък.

### Климат
Климатът на Арабски море е мусонен. През зимата преобладават североизточните ветрове, които допринасят за ясното и прохладно време, а през лятото – югозападните ветрове, определящи облачното и влажно време. През пролетта, лятото и есента често явление са опустошителните тайфуни. През зимата температурата на въздуха е 20 – 25 °C, а през лятото 25 – 29 °C. Годишната сума на валежите варира от 23 до 125 mm на запад до 3100 mm на изток с максимум през летните месеци.

### Хидроложки показатели
Повърхностните морски течения през зимата са със западно направление, а през лятото – с източно. Температурата на водата на повърхността през зимата е 22 – 27 °C, през лятото 23 – 28 °C, с максимум от 29 °C през месец май. Соленост 35,8 – 36,5‰. Под влияние на дълбоководните води, постъпващи в Арабско море от Червено море и Персийския залив, на дълбочина до 1500 m температурата на водата е над 5 °C, а солеността превишава 35‰. Приливите са неправилни, полуденонощни с височина до 5,1 m.

### Фауна
Арабско море има богата и разнообразна фауна: дюгони, летящи риби, риба тон, риба меч, южна селда, рифови риби и др.

## Стопанско значение
Арабско море играе важна транспортна роля, като основен товар е нефтът добиван в Персийския залив и транспортиран по целия свят. Основни пристанища са:
- Индия – Тируванантапурам, Кожикоде, Кочин, Мумбай, Сурат;
- Пакистан – Карачи;
- Иран – Бандар Абас, Абадан;
- Кувейт – Ел Кувейт;
- Саудитска Арабия – Дамам;
- Бахрейн – Манама;
- Катар – Доха;
- Обединени Арабски Емирства – Абу Даби, Дубай;
- Оман – Маскат;
- Йемен – Аден;
- Джибути – Джибути;
- Сомалия – Бербера